# Hohenbergia minor
Hohenbergia minor är en gräsväxtart som beskrevs av Lyman Bradford Smith. Hohenbergia minor ingår i släktet Hohenbergia och familjen Bromeliaceae. Inga underarter finns listade i Catalogue of Life.